# Маринър 1
Маринър 1 (на английски: Mariner 1) е първият космически апарат от програмата Маринър. Изстрелян е на 22 юли 1962 година, с цел прелитане покрай планетата Венера. Началникът по безопасност на полета нарежда унищожението на апарата в 09:26:16 UT, 294.5 секунди след изстрелването .